# Ture Rangström
Ture Rangström est un compositeur, chef d'orchestre et journaliste suédois, né le 30 novembre 1884 à Stockholm et mort le 11 mai 1947 dans la même ville.

## Biographie
Après des études musicales à Stockholm, il se perfectionne à Berlin avec Hans Pfitzner et Munich pour le chant. Ses premières compositions concernent principalement la musique pour voix et piano. De 1922 à 1925, il est invité à diriger l'Orchestre symphonique de Göteborg. Il fonde la Société des compositeurs suédois en 1924, avant d'occuper un poste de conseiller musical pour l'Opéra royal de Stockholm de 1930 à 1936.
Il est l'oncle du romancier Lars Gyllensten.

## Œuvres principales

### Piano
- 4 préludes pour piano (1910-1913)
- Mälarlegender, 3 pièces pour piano d'après des poèmes d'August Strindberg (1919)
- Nuages d'été (1916-1920)
- Improvisation (1927)

### Musique de chambre
- Quatuor à cordes Nocturne en hommage à E.T.A. Hoffmann (1909)

### Orchestre
Parmi ses premières œuvres, nombreux sont les poèmes symphoniques : Dityramb (1909), Divertimento elegiaco (1918), Ett midsommarstycke (pièce d'une nuit d'été) et En höstsång (chant automnal). Après ses premiers essais qui rencontrent le succès, Rangström se lance dans la composition de symphonies :
- Symphonie no 1, dédiée à la mémoire de Strindberg (1914)
- Symphonie no 2 « Mitt land » (Ma patrie) (1919)
- Symphonie no 3 « Sång under stjärnorna » (Chant sous les étoiles) (1929)
- Symphonie no 4 « Invocatio » (1936)

### Musique vocale
- Environ 300 lieder pour voix et piano, 60 avec orchestre. Rangström a écrit le texte de vingt-quatre d'entre eux.

### Opéras
- Kronbruden (L'épouse royale), d'après August Strindberg (1915)
- Medeltida (Médiéval) (composé en 1918 et créé en 1921)
- Gilgamesj, orchestration réalisée par John Fernström à la suite de la mort du compositeur (composé en 1943-1944 et créé en 1952)